# Kintana ocellatula
Kintana ocellatula är en fjärilsart som beskrevs av Erich Martin Hering 1926. Kintana ocellatula ingår i släktet Kintana och familjen tofsspinnare. Inga underarter finns listade i Catalogue of Life.